# Luta greco-romana
Luta greco-romana, por vezes chamada de wrestling estilo greco-romano, é um estilo de luta amadora, esporte de combate e arte marcial corpo-a-corpo praticada em todo mundo. O objetivo da luta greco-romana é jogar o oponente no chão e imobilizar suas costas no chão, chamado de "encostamento". Nesta atividade de luta corpo a corpo, não se podem usar golpes traumáticos (socos e pontapés), mas primariamente envolve técnicas de agarro (clinche), arremessos, controle e derrubadas. Outro diferencial é a proibição de qualquer golpe abaixo da linha do quadril, como tropeços no oponente ou agarradas na perna, diferentemente da luta livre olímpica.
A autoridade máxima do esporte é a United World Wrestling (UWW), até 2014 chamada de Federação Internacional de Lutas Associadas (FILA). No Brasil o esporte é governado pela Confederação Brasileira de Wrestling (CBW), antiga Confederação Brasileira de Lutas Associadas.
É uma das cinco disciplinas de luta amadora governadas pela UWW, sendo as outras o estilo livre, o no-gi jiu-jitsu, o luta praiana e o sambo.

## História
A luta greco-romana foi recriada para resgatar os valores do esporte na Antiguidade, com a proibição de ataques mais duros e golpes baixos. Na Grécia Antiga, os lutadores competiam nus, com o corpo envolto por azeite e uma fina camada de areia para se protegerem do frio.
Com o aumento da prática da luta no século XIX em toda a Europa, o esporte foi incluído na primeira edição dos Jogos Olímpicos da Era Moderna — sua primeira participação nos Jogos Olímpicos foi em Atenas 1896.
Em 2013 o Comitê Olímpico Internacional votou pela exclusão da modalidade, junto com a luta livre, dos Jogos Olímpicos a partir de 2020.
No entanto, a luta foi incluída em uma lista com outros sete esportes (beisebol/softbol, karatê, squash, patinação artística, escalada, wakeboard e wushu) para disputar o retorno aos Jogos. No dia 29 de maio de 2013, o COI anunciou que apenas a Luta, beisebol/softbol e squash continuavam como candidatos.
Em 8 de setembro de 2013, na 125.ª Sessão do COI em Buenos Aires, na Argentina, esta luta foi reinserida no programa olímpico não só para os Jogos de 2020, quanto para os de 2024.